# Fox Sports (América Latina)
A Fox Sports América Latina foi um grupo de canais de televisão a cabo voltado para transmissão de eventos esportivos 24 horas por dia. Começou em 1995 como um canal extra da Fox Broadcasting Company Latinoamérica que oferecia as melhores partidas da Liga Nacional de Futebol Americano. Isso durou até o ano de 1996, quando a Fox Latin American Channels comprou o canal esportivo chamado Prime Deportiva. Em seguida, mudou o nome para Fox Sports Américas.
Na América Latina, os canais foram propriedade da The Walt Disney Company desde 2019.
Na América Latina, a maior parte dos eventos esportivos veiculados pelo canal foram transferidos para ESPN.
Em 1º de dezembro de 2021, o sinal principal será renomeado ESPN 4. Enquanto Fox Sports 2 e Fox Sports 3 continuarão no ar.

## Canais do Fox Sports América Latina
Nos países da América do Sul e América Central, estão divididos por diversos modelos de canais:
- Fox Sports (Cone Norte) - Sinal disponível no América Central.
- Fox Sports (Cone Sul) - Sinal disponível na América do Sul, exceto Chile,
- Fox Sports Basico (Chile) - Sinal disponível apenas para o Chile. Anteriormente conhecido como Fox Sports Chile.
- Fox Sports 1 - Sinal disponível apenas para o Chile. Anteriormente conhecido como Fox Sports Premium.
- Fox Sports 2 (Cone Norte) - Completa a Fox Sports nas transmissões de eventos esportivos ao vivo. Disponível na América Central. Anteriormente conhecido como Fox Sports +.
- Fox Sports 2 (Cone Sul) - Sinal somente liberado para a transmissão de determinados eventos que completam a programação do Fox Sports. Disponível em toda América do Sul. Anteriormente conhecido como Fox Sports +.
- Fox Sports 3 - Sinal disponível para toda a América Latina, exceto Brasil. Anteriormente conhecido como Speed.

## Lista de programas e eventos
- Expediente Fútbol
- Fox Sports Clásico
- El Show de la Copa Libertadores (este programa é transmitido apenas durante o período deste torneio)

## Lista de competições
Os poucos eventos que foram transmitidos ao vivo nos canais se limitam a esportes motorizados como WWE, entre outros.
- Copa Libertadores da América (Só para América do Sul)
- WWE

## Lista de apresentadores
- Adrían Puente
- Alina Moine
- Ariel Helueni
- Carlos Aimar
- Diego Latorre
- Emiliano Pinsón
- Fernando Niembro
- Fernando Tornello
- Gustavo Cima
- Javier Tabares
- Juan Fernández
- Juan José Buscalia
- Juan Manuel Pons